# KONTAKTE-KOHTAKTbI
Kontakte-Контакты e. V. – Verein für Kontakte zu Ländern der ehemaligen Sowjetunion ist ein gemeinnütziger Verein mit humanitären Zielen. Aus einer Hilfe für die Opfer der Kraftwerkskatastrophe von Tschernobyl entstand eine Partnerschaft des Vereins im Bereich der Kinderonkologie, die in einer multizentrischen Studie die Therapie für leukämiekranke Kinder verbessert.
Zudem setzt sich der Verein für überlebende Opfer des NS-Regimes ein, darunter für ehemalige sowjetische Soldaten in deutscher Kriegsgefangenschaft.
Der Verein wurde 1990 zunächst unter dem Namen „Deutsch-Sowjetische Kontakte“ gegründet. Derzeitiger Vorsitzender ist Gottfried Eberle, ehrenamtlicher Geschäftsführer war langjährig der Vereinsgründer Eberhard Radczuweit (1941–2017). Dem Beirat des Vereins gehören Peter Jahn, Lothar C. Poll, Hilde Schramm und Wolfram Wette an.

## Ziele und Aktivitäten
Ein Ziel des Vereins ist unter anderem die materielle und ideelle Anerkennung des Leids sowjetischer Kriegsgefangener im Zweiten Weltkrieg. Dazu setzt er sich aktiv für Überlebende in Nachfolgestaaten der Sowjetunion ein.
Mehr als die Hälfte der rund 5,7 Millionen sowjetischen Kriegsgefangenen war in deutschen Kriegsgefangenen-, Konzentrations- oder Zwangsarbeitslagern aufgrund der Rassen- und Eroberungspolitik des NS-Regimes ums Leben gekommen. Die deutsche Wehrmacht und andere Stellen verstießen bei der Behandlung der sowjetischen Gefangenen bewusst gegen die Genfer Konventionen und weitere internationale Bestimmungen. Die Überlebenden, die zum großen Teil massive physische und psychische Schäden erlitten, wurden nach ihrer Rückkehr in die Sowjetunion teils massiv diskriminiert. Der Verein arbeitet eng mit zahlreichen Organisationen auf nationaler und internationaler Ebene zusammen. Zu nennen ist zum Beispiel die Stiftung „Erinnerung, Verantwortung und Zukunft“. Gemeinsam mit dem Deutsch-Russischen Museum Berlin-Karlshorst gab der Verein Bücher unter anderem mit Briefen ehemaliger sowjetischer Kriegsgefangener heraus. Diese werden auch als Unterrichtsmaterial genutzt. Außerdem konzipiert und organisiert der Verein auch Ausstellungen zum Thema.
2006 richtete der Verein eine Petition an den Deutschen Bundestag mit dem Ziel, die sogenannten „Russenlager“ der Wehrmacht als Haftstätten anzuerkennen, deren unmenschliche Haftbedingungen mit denen von Konzentrationslagern vergleichbar waren. Eine Antwort erhielt der Verein auf diese Petition nicht.
Eine zweite Petition mit dem Titel „Wiedergutmachung nationalsozialistischen Unrechts – Anerkennung des von sowjetischen Kriegsgefangenen im Zweiten Weltkrieg in deutscher Kriegsgefangenschaft erlittenen Unrechts“ reichte der Verein im Februar 2014 ein, nachdem das Thema Anfang des Jahres unter anderem aufgrund der Rede des Bundestagspräsidenten Norbert Lammert zum Holocaust-Gedenktag am 27. Januar 2014 vor dem Deutschen Bundestag erneut in die Medien gelangte.
Die Petition entsprach einem Antrag der Bundestagsfraktionen von SPD und Bündnis 90/Die Grünen vom Juni 2013, der von der damaligen Regierungskoalition abgelehnt worden war.
Der Vorschlag wird unter anderem von dem Berliner Historiker Wolfgang Benz unterstützt.
Seit 1991 fördert der Verein mit Spendengeld die multizentrische Studie „Moskau-Berlin-Protokoll“ (ALL-MB) für Patienten, die von der häufigsten Krebserkrankung im Kindesalter betroffen sind, der akuten lymphoblastischen Leukämie (ALL). Anfangs starben auf dem Gebiet der Sowjetunion über 90 % der ALL-Patienten, heute liegt die Überlebenswahrscheinlichkeit bei 80 % der 700 leukämiekranken Kinder, die pro Jahr nach dem MB-Protokoll therapiert werden. Nach Auswertung von rund 3000 ALL-MB-Patientendaten bisheriger MB-Therapieprotokolle soll im November 2014 auf einer Konferenz aller 50 beteiligten onko-hämatologischen Zentren in Russland, Belarus, Usbekistan und Armenien ein neues Design des „Moskau-Berlin-Protokolls“ zwecks Therapieoptimierung beschlossen werden.
Unter anderem brachte der Verein deutsche und russische Lehrer und Schüler zu einer „Demokratie-Erziehung“ in Ost und West als Voraussetzung einer humanistischen Gesellschaft zusammen. 1998 begann dazu eine Partnerschaft zwischen Kontakte-Контакты e. V. und der staatlichen Moskauer Experimentalschule „Schule der Selbstbestimmung“. Er pflegt auch sonstigen kulturellen Austausch. Seit 2013 unterstützt er die Initiative von Peter Jahn für die Errichtung eines Gedenkortes für die Opfer der NS-Lebensraumpolitik in Berlin.
2018/19 führt der Verein das Projekt Memory-Wiki – Auf den Spuren der Erinnerung an „vergessene“ NS-Opfer in der Ukraine, Russland und Deutschland in Kooperation mit der Universität Bremen, der Nationalen Universität Dnjepropetrowsk „Oles Hontschar“, der Südlichen Föderalen Universität Rostow am Don und der Wirtschaftshochschule Moskau durch.

## Auszeichnungen
- 2002 würdigte die Internationale Liga für Menschenrechte mit der Verleihung der Carl-von-Ossietzky-Medaille an den Vereinsgründer Eberhard Radczuweit und seine Mitarbeiterin Marina Schubarth die Aktivitäten des Vereins.[17]
- 2003 zeichneten der regierende Bürgermeister von Berlin, Klaus Wowereit, und der Oberbürgermeister der Berliner Partnerstadt Moskau, Juri M. Luschkow, Eberhard Radczuweit mit dem „Abzeichen für die Verdienste um die Entwicklung der Partnerschaftsbeziehungen zwischen Berlin und Moskau“ aus.[18]
- 2011 war Eberhard Radczuweit für den taz-Panter-Preis der taz Panter Stiftung nominiert.[19]
- 2013 wurde der Verein für sein Projekt „Kriegsgefangene“ mit dem Stiftungspreis der Dr. Viktor von Fuchs Stiftung ausgezeichnet.[20]
- 2013 zeichnete die FIR (Fédération Internationale des Résistants) Eberhard Radczuweit mit dem Michel Vanderborgt Award 2013 aus.[21]
- 2017 erhielt Eberhard Radczuweit den Verdienstorden der Bundesrepublik Deutschland.[22]
- 2017 wurde der Verein mit dem Marion-Samuel-Preis ausgezeichnet.